# 中心沟
中心溝，位於中華人民共和國廣東省珠海市大小橫琴島的中間，東堤與澳門的氹仔和路環隔海相望，西堤接著西江的磨刀門，面積約14平方公里，離佛山市順德區約130公里。該處有別於橫琴島其他地方，曾由“珠海經濟特區佛山市順德區人民政府中心溝辦事處”管理，成為順德的唯一飛地，一直至2010年才正式「回歸」珠海管轄。該處現時以農業為主。

## 歷史
- 1968年：珠海縣在大小橫琴島之間中心溝進行圍墾，在溝的東端填海築堤50米。但因工程艱巨，故報請佛山地委提出合作開發。
- 1970年：順德縣杏壇、勒流、龍江、均安及樂從五鎮派出3200名民兵組成圍墾民兵團，把大小橫琴島填海連接起來。
- 1975年：中心溝圍墾工程完成，造出14平方公里土地。部份墾民在此定居，靠養魚、蝦、蟹、蠔為生。[2]
- 1987年：廣東省國土廳專門下發文件確認順德縣對中心溝的永久使用權。[3]
- 1994年，珠海市和順德市簽署協議，中心溝的土地行政管理權，歸珠海行使。
- 2001年：中心溝申請成為順德第一個通過認證的無公害水產養殖基地。[4]
- 2009年：國務院正式批准實施《橫琴總體發展規劃》，將橫琴島納入珠海經濟特區範圍，對口岸設置和通關制度實行分線管理。要逐步把橫琴建設成為“一國兩制”下探索粵港澳合作新模式的示範區。
- 2010年：經廣東省國土、規劃等相關部門的協調，並報請省政府同意，由珠海市橫琴新區管委會收回佛山市順德區在橫琴島中心溝順德圍墾區內的全部國有土地使用權。[5]